# Jenjira Stadelmann
Jenjira Stadelmann (Chiang Mai, 20 de noviembre de 1999) es una deportista suiza de origen tailandés que compite en bádminton. En los Juegos Europeos de Cracovia 2023 consiguió una medalla de bronce en la prueba individual.

## Palmarés internacional
| Juegos Europeos | Juegos Europeos  | Juegos Europeos   | Juegos Europeos |
| Año             | Lugar            | Medalla           | Prueba          |
| --------------- | ---------------- | ----------------- | --------------- |
| 2023            | Tarnów (Polonia) | Medalla de bronce | Individual      |